# Agonita weberi
Agonita weberi es un coleóptero de la familia Chrysomelidae.
Fue descrita científicamente por primera vez en 1911 por Julius Weise.